# Éste es mi barrio
Éste es mi barrio és una sèrie de televisió escrita i dirigida per Vicente Escrivá i estrenada per Antena 3 el 13 de setembre de 1996, seguint el camí marcat amb Lleno, por favor i ¿Quien da la vez?, també dirigides per ell. Només se'n va fer una temporada amb 31 episodis.

## Argument
Ambientada en un barri de classe obrera de Madrid, narra la vida de Cándido Cabrales, un home de mitjana edat que s'enfronta amb problemes laborals i acaba sent acomiadat quan, sent vidu, ha de tirar endavant als seus dos fills: Nacho i Elisa. Cándido afronta la seva nova vida tractant de millorar les relacions de bon veïnatge amb tots els que l'envolten al barri.

## Repartiment
- José Sacristán…Cándido Cabrales.
- Alberto San Juan…Nacho Cabrales.
- Melanie Olivares…Elisa Cabrales.
- Carmen Rossi…Justina.
- Alejandra Grepi…Nati.
- Marc Martínez…Toño.
- Javier Cámara…Don Justo.
- Nuria González…Puri.
- Ángeles Martín…Alma.
- Maru Valdivieso…Silvana.
- Marta Belenguer…Emma.
- Carlos Iglesias…Ramón.
- Arévalo…Remi.
- Saturnino García…Alejo.
- Agustín González.
- Javivi.
- Paloma Hurtado.
- Guillermo Ortega…"Piri".
- Pedro Casablanc.
- José Carabias.
- María Kosty.
- Jaroslaw Bielski